# The Right Night & Barry White
The Right Night & Barry White è il sedicesimo album del cantante statunitense Barry White, pubblicato nel 1987 dalla A&M Records.

## Storia
Questo fu il primo album di White per la A&M, con la quale aveva firmato un contratto dopo un ritiro dalla sala di registrazione durato quattro anni, in seguito ad una fase di scarso successo con la propria etichetta Unlimited Gold, affiliata alla CBS. Con essa aveva infatti pubblicato sei album tra il 1979 ed il 1983, nessuno dei quali aveva conseguito più che un timido impatto nelle classifiche.
Con il suo mix di ballads inframmezzate da romantici monologhi e brani dal ritmo più veloce con un'influenza latina, The Right Night & Barry White non si allontanava molto dal consueto sound di Barry White. L'opinione della critica suggerì che questo tipo di R&B era semplicemente non in voga nel 1987 e che mentre l'album avrebbe sicuramente avuto successo tra i fan più irriducibili di White, non sarebbe tuttavia riuscito a raggiungere un nuovo pubblico in maniera significativa. In effetti accadde proprio questo, poiché l'album fu un'altra delusione commerciale per White, riuscendo esso a raggiungere solo il #28 della classifica R&B e fallendo nel tentativo di entrare nella top 100 della classifica Pop. Il singolo principale, Sho' You Right ottenne il #17 nella classifica R&B e diede a White la sua prima hit nella top 20 britannica dal 1978.

## Tracce
1. Good Dancin' Music (Perry, White) - 7:05
2. As Time Goes By (Hupfield) - 5:51
3. Sho' You Right (Perry, White) - 7:43
4. For Your Love (I'll Do Most Anything) (Loren, White) - 6:23
5. There's a Place (Where Love Never Ends) (Brock, Lambert, White) - 7:25
6. Love Is in Your Eyes (Perry, White, Williams) - 7:22
7. I'm Ready for Love (Lambert, Martinez, White) - 5:09
8. Share (Fearing, White) - 7:05
9. Who's the Fool (Booker, Perry, White) - 8:36
10. The Right Night (White) - 6:32

## Singoli
- "Sho' You Right" (US R&B #17, UK #14)
- "For Your Love (I'll Do Most Anything)" (US R&B #27)

## Musicisti
- Barry White: Tastiere, Basso, Batteria, Percussioni
- Eugene Booker, Doug Lambert, Bryan Loren, Jack Perry: Tastiere
- Melvin "Wah Wah" Watson: Chitarra, Backing Vocals
- Nathan East: Basso
- Al Chalk: Percussioni
- Thomas Alvarado: Sax Tenore
- James Bailey, Kenny Harris, Stephanie Haynes, Brenda Holloway, Cheryl James, Diane Taylor, Kathy Thompson, Glodean White: Backing Vocals
- Arrangiamento degli archi by Gene Page